# Улица Сойту
У́лица Со́йту — улица в городе Гатчине (Ленинградская область).
Расположена в южной части города. Начинается у территории военного госпиталя, идёт на юг вдоль территории Приоратского парка до железнодорожной станции Гатчина-Товарная, затем на восток до Варшавской линии железной дороги. Протяжённость улицы — 2 км.
Улица застроена малоэтажными частными домами.

## История
Впервые улица обозначена на плане Гатчины в 1887 году как Сергеевская слобода. Возможно, название связано с именем местного дачевладельца Ивана Сергеевича Сергеева.
После Октябрьской революции слобода была переименована в Трудовую. В год пятидесятилетия революции, в 1967 году она стала называться улицей Сойту либо в честь Адама Сойтту — первого Гатчинского коммуниста, основателя местного райкома РКП(б), либо в честь советского патриота-подпольщика Сойту Ивана Павловича (1923—1943), жителя Малых Колпан, работавшего на железной дороге в Гатчине и расстрелянного оккупантами.